# Рябова, Екатерина Васильевна
Екатерина Васильевна Рябова (14 июля 1921 года — 12 сентября 1974 года) — советская лётчица, участница Великой Отечественной войны, штурман эскадрильи 46-го гвардейского женского полка ночных бомбардировщиков 4-й воздушной армии 2-го Белорусского фронта, гвардии старший лейтенант. Герой Советского Союза, кандидат физико-математических наук (1951). Доцент (1960).

## Биография

### Детство
Екатерина Васильевна Рябова родилась 14 июля 1921 года в селе Гусь-Железный ныне Рязанской области в крестьянской семье Анны и Василия Рябовых. Русская. Росла в трудовой крестьянской семье. У Екатерины Рябовой были две сестры и четыре брата.
Окончила среднюю школу. Поступила на Механико-математический факультет МГУ. Вскоре после начала Великой Отечественной войны добровольно вступила в ряды Красной Армии.

### Великая Отечественная война
В октябре 1941 года Екатерина Рябова была зачислена в 588-й авиаполк, который был полностью женским. Окончила курсы штурманов при Энгельсской военной авиационной школе.
27 мая 1942 года в составе полка прибыла на фронт. Была назначена штурманом звена. 29 декабря 1942 года за выполнение 151 боевого вылета на самолёте У-2 стрелок-бомбардир звена старшина Рябова награждена орденом Красной Звезды. Долгое время летала в экипаже Надежды Поповой, с которой они очень подружились. 25 октября 1943 года за выполнение 614 боевых ночных вылетов штурман звена гвардии лейтенант Рябова была награждена орденом Красного Знамени. С 1943 года член ВКП(б)/КПСС.
В 1943 году для пополнения лётного состава гвардейскому полку было разрешено создать свою учебно-боевую эскадрилью. В октябре 1943 штурманом эскадрильи была назначена Екатерина Рябова, командиром — Марина Чечнева. Учёба осуществлялась в бою. Чечнева летала на задания с молодыми штурманами, Рябова — с лётчицами. 26 апреля 1944 года приказом командования 4-й воздушной армии за выполнение 685 боевых ночных вылетов штурман эскадрильи гвардии лейтенант Рябова награждена орденом Отечественной войны I степени.

Катя Рябова и совсем ещё молодая лётчица Лера Рыльская летели бомбить врага у станицы Крымской. Чтобы попасть к цели, надо было пролететь через «Голубую линию». Вот она уже совсем близко. Осталось несколько минут. И вдруг пулеметная стрельба сверху. Это вражеский истребитель увидел их самолёт. Штурман командует, дает лётчику возможность уйти от обстрела. Но что это? Огонь! Горит плоскость, как факел. С земли не переставая бьют зенитки, в воздухе носятся вражеские истребители, готовые каждую секунду пустить смертельную трассу. А самолёт продолжает гореть. Вот где проявилось умение Кати Рябовой быстро реагировать и принимать правильное решение. «Только бы сбить пламя». Сбросив две бомбы на стреляющие зенитки, маневрируя, лётчица пыталась струей воздуха сбить огонь, а Катя, высунувшись до пояса из кабины, сообщала курс полёта. Ярко светили прожекторы, скрестив свои лучи на пылающем самолёте, в котором две девушки героически боролись со смертью.
И вдруг машина стала резко падать вниз. С земли казалось се падение беспорядочным. Один за другим выключались прожекторы. Зенитчики прекратили огонь.
Но самолёт не упал на землю. Имитируя падение, девушки сбили огонь, на небольшой высоте вышли из пикирования и взяли курс на станицу Крымская. Удар по аэродрому был метким. Взрывы двух бомб были такими сильными, что их самолёт подбросило воздушной волной. По пламени было видно, что горел бензин. Огненные языки расползались по земле, сметая всё на своем пути.
(Т. Сумарокова. «Жизнь — людям»).

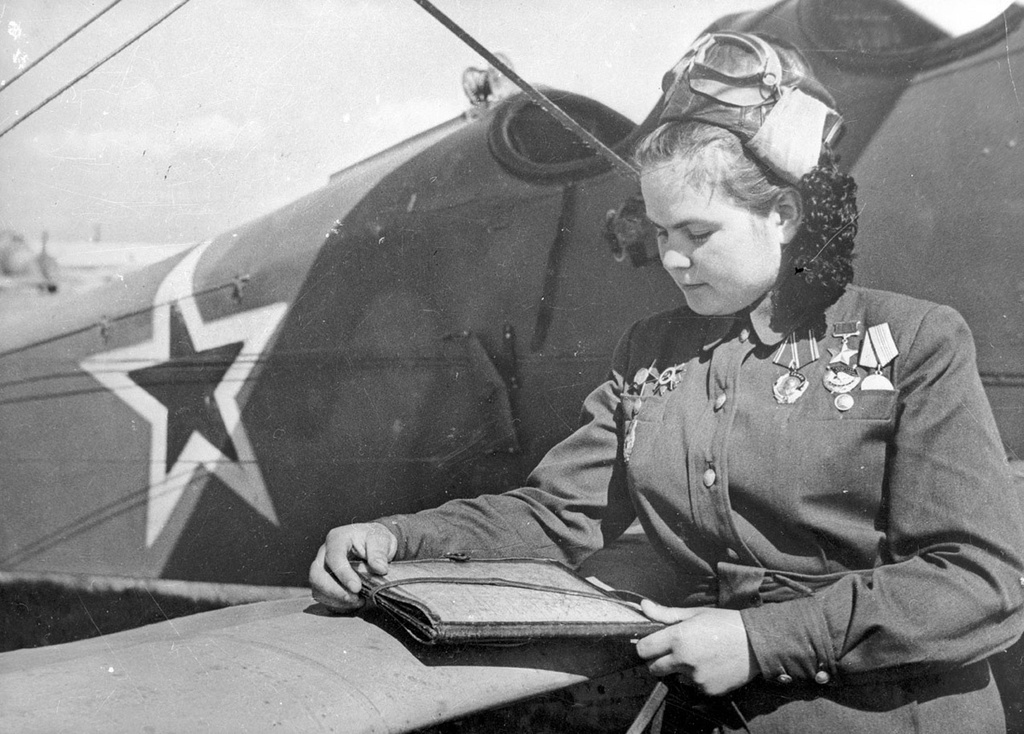
Екатерина Рябова у борта самолёта У-2

К январю 1945 года лётчица совершила 816 боевых вылетов на бомбежку живой силы и техники противника. Принимала участие в освобождении Кавказа, Тамани, Белоруссии, Польши.
В феврале 1945 года Рябовой было присвоено звание Героя Советского Союза. 8 марта 1945 награду девушке вручил командующий 2-м Белорусским фронтом маршал Константин Рокоссовский.

### После войны

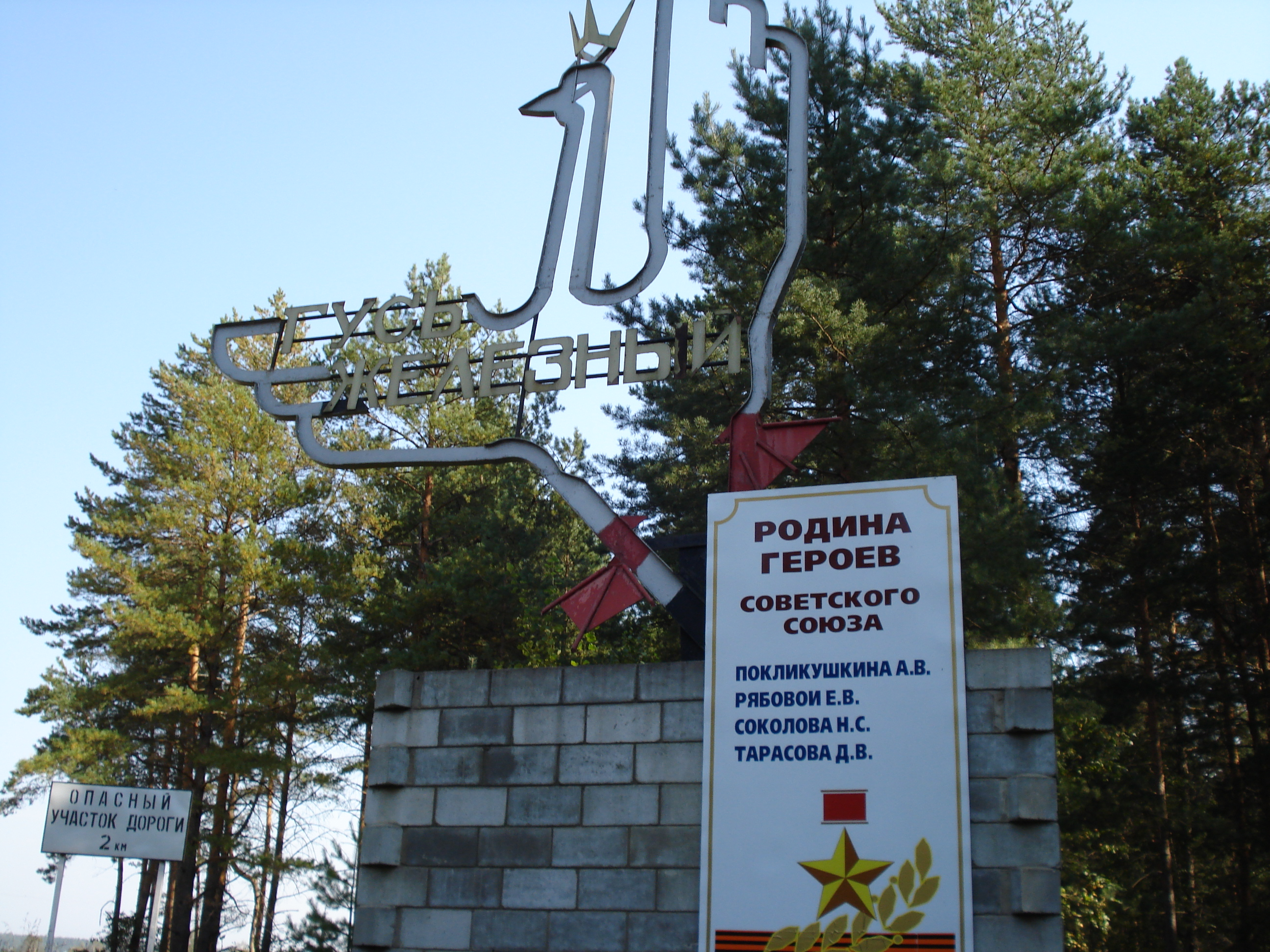
Гусь-Железный является родиной нескольких Героев Советского Союза

После войны Екатерина Рябова в отставке.

Могила Рябовой на Новодевичьем кладбище Москвы.

10 июня 1945 года вышла замуж за дважды Героя Советского Союза Г. Ф. Сивкова, с которым познакомилась на фронте. В июле 1947 года родилась их первая дочь — Наталья. А через пять лет, в 1952 — Ирина.
Демобилизовавшись, Екатерина Рябова восстановилась на родном факультете в МГУ и продолжила учёбу. Также принимала участие в общественной деятельности. Только за годы учёбы в университете она выезжала с делегациями во Францию, Италию, Финляндию, Корею, Болгарию. Поездки были интересными, но крайне трудными: выступать приходилось в самых различных аудиториях.
Боевая работа в годы войны не могла не сказаться на её здоровье. Летом 1946 года, когда Рябова была в составе советской молодёжной делегации в Италии, с ней случился обморок. Но через день она опять участвовала в работе. Тогда за месяц поездки по Италии советская делегация побывали в 37 городах, выступила на десятках митингов. По данным итальянской печати, делегаты встретились с 700 тысячами итальянцев.
В 1948 году Екатерина Васильевна окончила механико-математический факультет Московского государственного университета и поступила в аспирантуру, где работала под руководством профессора X. А. Рахматулина. В 1951 году успешно защитила диссертацию и получила учёную степень кандидата физико-математических наук.
Преподавала в Московском полиграфическом институте. В 1963—1972 годах — доцент кафедры теоретической механики Военной инженерной академии имени Ф. Э. Дзержинского.
В это время познакомилась с художником Георгием Иосифовичем Кашевским, который выполнил её портрет пастелью на картоне.
Скончалась 12 сентября 1974 года в возрасте пятидесяти трёх лет. Похоронена в Москве на Новодевичьем кладбище.

Последние годы Катя страдала от головных болей, но старалась скрыть своё состояние от окружающих. Только после её смерти все узнали, как тяжело она болела. В её дневнике Гриша прочитал последнюю запись: «Врачи сказали, что постоянная головная боль у меня от сильного удара во время войны. Наверное, это тогда, когда я ударилась о приборную доску при неудачной посадке и потеряла сознание. В то время я ничего не поняла, через час уже продолжала летать. А если вспомнить, то так было не один раз. Грише ничего не говорю. Так не хочется никого расстраивать…»
(Т. Сумарокова. «Пролети надо мной после боя»).

## Награды
- Указом Президиума Верховного Совета СССР от 23 февраля 1945 года за образцовое выполнение боевых заданий командования и проявленные мужество и героизм в боях с немецко-фашистскими захватчиками гвардии старшему лейтенанту Рябовой Екатерине Васильевне присвоено звание Героя Советского Союза с вручением ордена Ленина (1945) и медали «Золотая Звезда» (№ 4857);
- орден Красного Знамени (1943)[4];
- орден Отечественной войны 1-й степени (1944)[4];
- орден Красной Звезды (1942)[4];
- медали.

## Память
- Имя Екатерины Рябовой увековечено в мемориале Славы, воздвигнутом в городе Касимове (открыт 7 мая 1985 года).
- На родине Героини установлена мемориальная доска.

### В литературе
Истории Екатерины Рябовой и Григория Сивкова посвящена книга Татьяны Сумароковой «Пролети надо мной после боя» (М.: Политиздат, 1976. — 112 с.).